# Anthony John R. Russell-Wood
Anthony John Russell Russell-Wood (1940 - 13 de agosto de 2010) foi um importante historiador do Brasil colonial, do Império Português e do mundo luso-brasileiro.

## Vida
Russell-Wood nasceu no País de Gales. Ele foi educado na Rossall School e na Universidade de Oxford e tornou-se membro do corpo docente do Departamento de História da Universidade Johns Hopkins em Baltimore, Maryland, em 1971. Em 2006, a Câmara Municipal de Salvador da Bahia o tornou cidadão honorário. Na época de sua morte, ele era o Professor de História na Universidade Johns Hopkins. Ele morreu, aos 70 anos, em Baltimore, Maryland.

## Publicações
Seu primeiro livro, Fidalgos and Philanthropists: The Santa Casa da Misericórdia of Bahia, 1550-1755 (1968), foi um ambicioso estudo que cobriu dois séculos do funcionamento e do impacto de uma importante instituição de assistência social do Império Português. Foi agraciado em 1969 com o Prêmio Herbert Eugene Bolton (atual Prêmio Bolton-Johnson) pelo Congresso de Historiadores Latino-Americanos. Seu segundo livro foi um trabalho pioneiro sobre a experiência afro-brasileira, The Black Man in Slavery and Freedom in Colonial Brazil (1982); deu especial atenção às particularidades regionais no Brasil e à importância das sociedades de fraternidade na história afro-brasileira. World on the Move: The Portuguese in Africa, Asia, and America, 1415-1808 (1992) explorou o Império Português como o primeiro império verdadeiramente global do mundo, embora muitas vezes ofuscado no imaginário público pelo Império Espanhol; Russell-Wood ficou intrigado com a forma como os portugueses entenderam a sua exposição à vastidão outrora inimaginável do mundo, das pessoas, línguas, cultura, flora e fauna.